# کاخوفکا (استان آمور)
کاخوفکا (به لاتین: Kakhovka) یک منطقهٔ مسکونی در روسیه است که در استان آمور واقع شده‌است.